# 7679 Asiago
7679 Asiago è un asteroide della fascia principale. Scoperto nel 1996, presenta un'orbita caratterizzata da un semiasse maggiore pari a 2,5671382 UA e da un'eccentricità di 0,1476081, inclinata di 13,35021° rispetto all'eclittica.
Il suo nome è un omaggio alla città di Asiago.